# Gustavo Armendáriz
Gustavo Alberto Armendáriz Ruiz (Comitán de Domínguez, Chiapas 10 de dezembro de 1923 — Cidade do México, 2004) foi um político, jornalista, agricultor e historiador mexicano. Foi um estudioso da cultura maia. Foi governador do estado de Chiapas por oito dias.
Dedicou-se ao jornalismo na Cidade do México e em Tampico, onde dirigiu o diário Tribuna. Também trabalhou como marinheiro mercante durante a Segunda Guerra Mundial.